# تنويع تدريجي
التنويع التدريجي Gradual typing هي نظام نوع حيث يمكن إعطاء بعض المتغيرات والتعبيرات أنواعًا ويتم التحقق من صحة التنويع في وقت التجميع (وهو نوع ثابت) وقد يتم ترك بعض التعبيرات دون نوع ويتم الإبلاغ عن أخطاء نوع في نهاية المطاف في وقت التشغيل (وهو نوع ديناميكي). يسمح التنويع التدريجي لمطوري البرامج باختيار كلا الأمرين بارادايم نوع كملائمة، من داخل لغة واحدة. في كثير من الحالات، تتم إضافة التنويع التدريجي إلى لغة ديناميكية موجودة، مما يؤدي إلى إنشاء لغة مشتقة تسمح باستخدام التويع الثابت ولكن لا تتطلب ذلك. في بعض الحالات ، تستخدم اللغة التويع التدريجي من البداية.